# Palyas divitaria
Palyas divitaria là một loài bướm đêm trong họ Geometridae.